# Нокара
Нокара (итал. Nocara) је насеље у Италији у округу Козенца, региону Калабрија.
Према процени из 2011. у насељу је живело 348 становника. Насеље се налази на надморској висини од 851 м.

## Становништво
Према резултатима пописа становништва 2011. у општини је живело 422 становника.
| 1931. | 1936. | 1951. | 1961. | 1971. | 1981. | 1991. | 2001. | 2011. |
| ----- | ----- | ----- | ----- | ----- | ----- | ----- | ----- | ----- |
| 1.317 | 1.380 | 1.298 | 1.207 | 908   | 783   | 674   | 556   | 422   |